# Stobbertal
Das Naturschutzgebiet Stobbertal ist ein 884 Hektar großes Naturschutzgebiet im Landkreis Märkisch-Oderland in Brandenburg. Der Name leitet sich vom Stöbber ab, dessen im Roten Luch entspringender nordöstlicher Arm das Stobbertal durchfließt.

## Schutzstatus

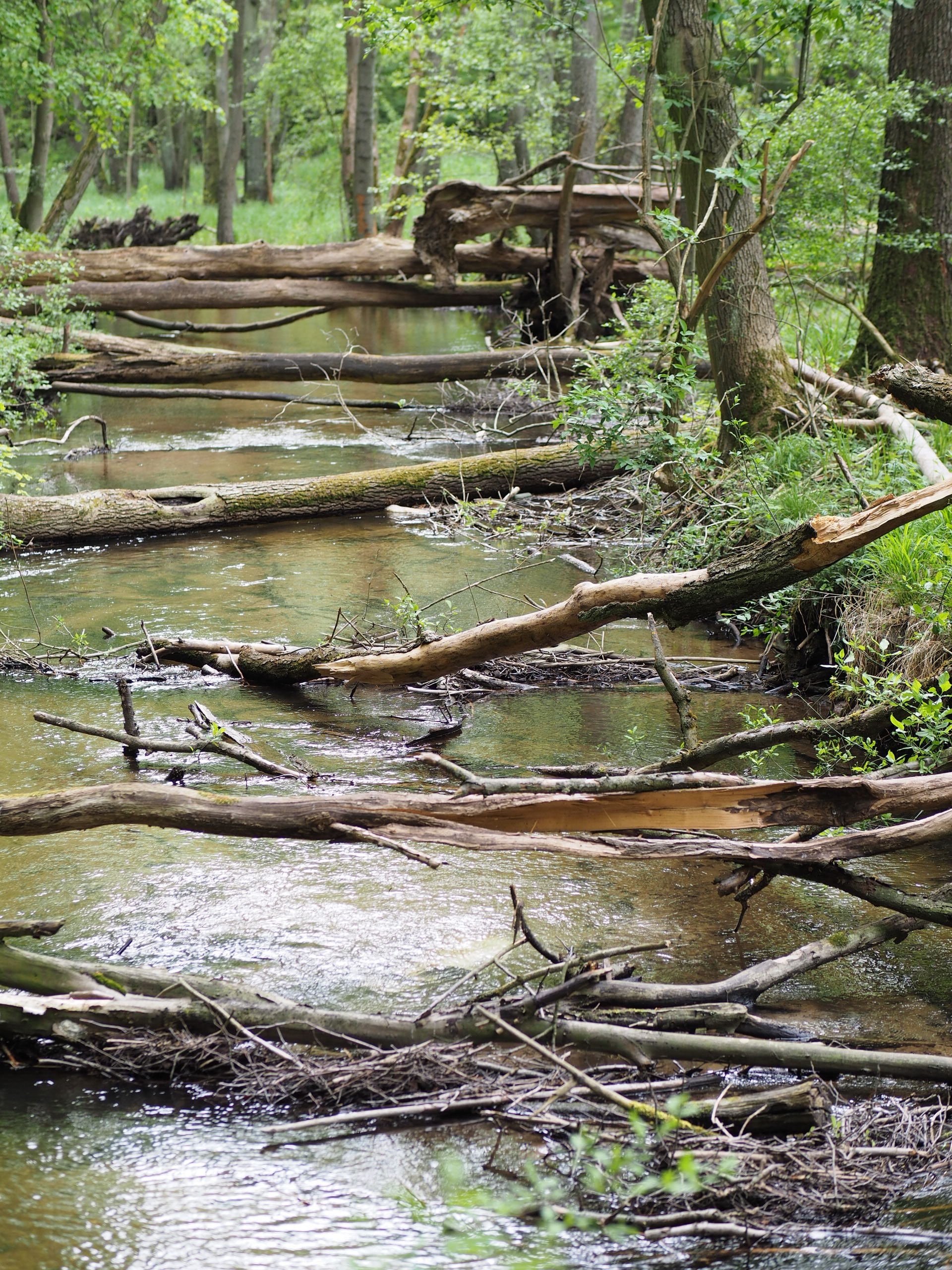
Urwald am Stöbber

Mit der Verordnung über die Festsetzung von Naturschutzgebieten und einem Landschaftsschutzgebiet von zentraler Bedeutung als Naturpark Märkische Schweiz vom 12. September 1990 wurde das Stobbertal noch vom Ministerrat der Deutschen Demokratischen Republik als Naturschutzgebiet ausgewiesen. Der Namengebende Fluss, seit der Wende vom 19. zum 20. Jahrhundert in amtlichen Karten größtenteils Stöbber genannt, tauchte in Touristenkarten der DDR zeitweise als Stobberow auf. Das mag die Vokalabweichung zwischen Fluss- und Talnamen erklären.
Europarechtlich ist das Naturschutzgebiet nach der Richtlinie 92/43/EWG (Fauna-Flora-Habitat-Richtlinie) als Fauna-Flora-Habitat-Gebiet und als Teil des Europäischen Vogelschutzgebietes Märkische Schweiz geschützt. Die international tätige Naturschutzstiftung Euronatur unterstützt die Pflege von 174 Hektar des Naturschutzgebietes.

## Lage
Das Naturschutzgebiet Stobbertal erstreckt sich über circa 13 Kilometer von Buckow im Westen bis zur Bundesstraße 167 nördlich der Karlsdorfer Teiche bei Altfriedland. Südlich grenzt das Naturschutzgebiet Klobichsee an. Die einzigen kleinen Siedlungen im Naturschutzgebiet sind die Eichendorfer Mühle und die Pritzhagener Mühle.

## Schützenswerte Lebensräume

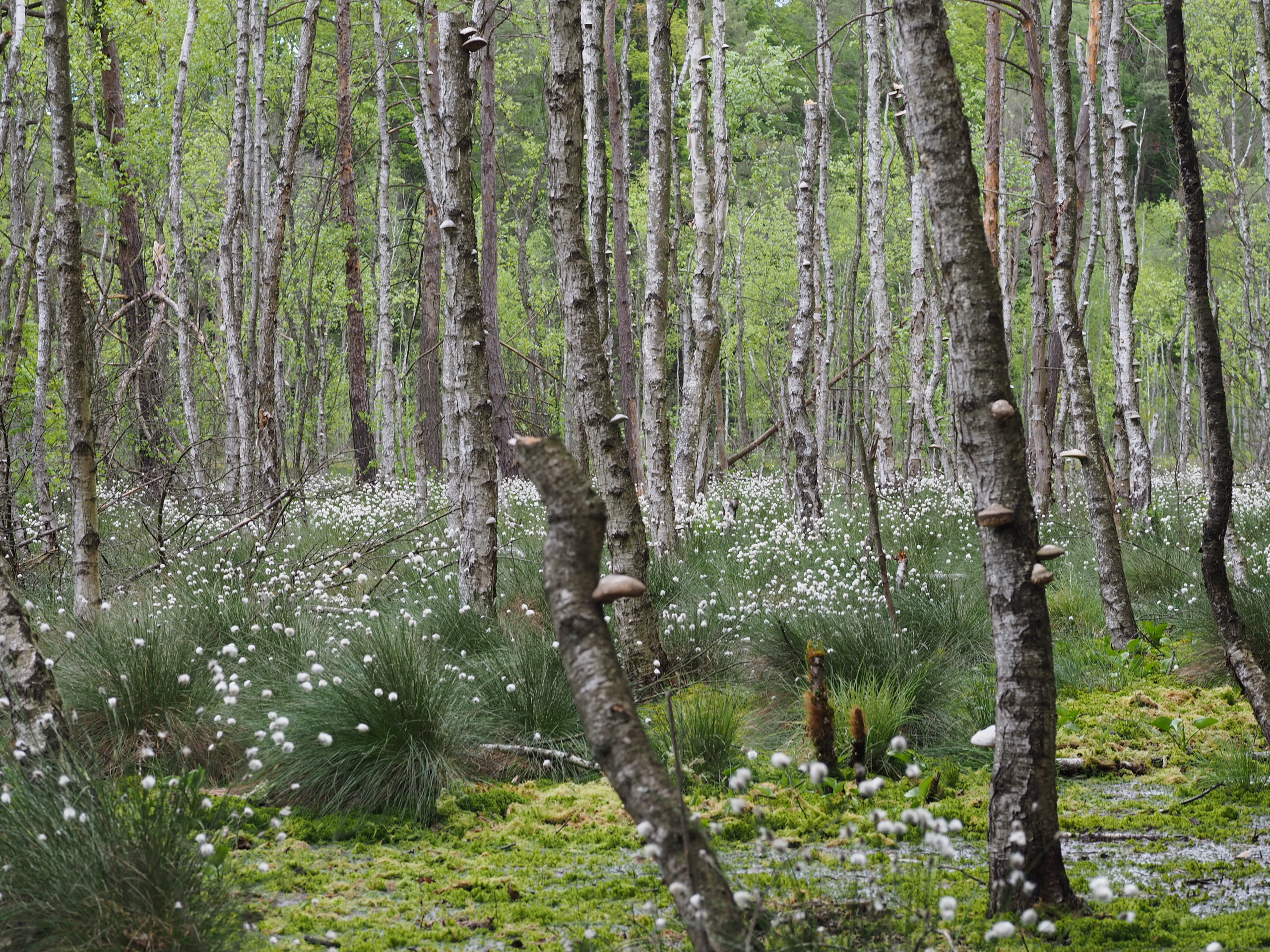
Am Naturdenkmal Großer Barschpfuhl im Mai mit blühendem Wollgras

Zu den schützenswerten Lebensräumen im Stobbertal zählen Eichen-Hainbuchen-Wälder, Reste von Erlen-Eschen-Auwäldern, feuchte Hochstaudenfluren, trockene und kalkreiche Sandrasen und naturnahe Fließgewässer.

## Schützenswerte Arten
Unter den schützenswerten Säugetieren gibt es im Stobbertal den Biber, den Fischotter, die Große Bartfledermaus, die Mopsfledermaus und die Wasserspitzmaus.
Zu den schützenswerten Vögeln zählen die Bekassine, der Eisvogel, die Gebirgsstelze, der Kranich und der Mittelspecht sowie die Schellente.
Im Wasser leben die Bachmuschel, der Bitterling, der Döbel, der Gründling, die Rotbauchunke, der Schlammpeitzger und der Steinbeißer sowie die Europäische Sumpfschildkröte.
Die Libellenart Gemeine Keiljungfer gehört zu den schützenswerten Insekten und wurde in das Logo des Naturparks Märkische Schweiz aufgenommen.
Zu den seltenen Pflanzen zählen das Leberblümchen, das Buschwindröschen, das Lungenkraut und die Gelbe Anemone.